# Marion Kreiner
Marion Kreiner (Graz, 4 de mayo de 1981) es una deportista austríaca que compitió en snowboard, especialista en las pruebas de eslalon paralelo.
Participó en dos Juegos Olímpicos de Invierno, obteniendo una medalla de bronce en Vancouver 2010, en la prueba de eslalon gigante paralelo, y el quinto lugar en Sochi 2014, en el eslalon paralelo.
Ganó tres medallas en el Campeonato Mundial de Snowboard entre los años 2007 y 2015.

## Medallero internacional
| Juegos Olímpicos   | Juegos Olímpicos           | Juegos Olímpicos  | Juegos Olímpicos         |
| Año                | Lugar                      | Medalla           | Competición              |
| ------------------ | -------------------------- | ----------------- | ------------------------ |
| 2010               | Vancouver (Canadá)         | Medalla de bronce | Eslalon gigante paralelo |
| Campeonato Mundial |                            |                   |                          |
| Año                | Lugar                      | Medalla           | Competición              |
| 2007               | Arosa (Suiza)              | Medalla de plata  | Eslalon paralelo         |
| 2009               | Hoengseong (Corea del Sur) | Medalla de oro    | Eslalon gigante paralelo |
| 2015               | Kreischberg (Austria)      | Medalla de bronce | Eslalon paralelo         |